# De drie biggetjes (strip)
De drie biggetjes is het 13de stripverhaal van Samson en Gert. De reeks werd getekend door striptekenaarsduo Wim Swerts & Jean-Pol. Danny Verbiest, Gert Verhulst en Hans Bourlon namen de scenario's voor hun rekening. De strips werden uitgegeven door Studio 100. Het stripalbum verscheen in 1997.

## Personages
In dit verhaal spelen de volgende personages mee:
- Samson
- Gert
- Alberto Vermicelli
- Burgemeester Modest
- Jeannine De Bolle
- Octaaf De Bolle
- De Afgevaardigde van de minister
- Boer Teun

## Verhalen
Het album bevat de volgende drie verhalen:
1. Hotel Samson
2. De kist
3. De drie biggetjes

## Trivia
- De strip "De kist" is een kleine variant op de aflevering "Reisbureau Octaaf" uit 1997.
- De strip "De drie biggetjes" is een kleine variant op de aflevering "De drie biggetjes" uit 1993 (Alleen treedt Jeannine op in de strip).